# Ludwik Kiełtyka
Ludwik Kiełtyka (ur. 23 czerwca 1922 w Łętowni, zm. 13 stycznia 1973 w Kielcach) – polski sędzia, kapitan ludowego Wojska Polskiego. 

## Życiorys
Do 1935 uczył się w państwowym gimnazjum i szkole handlowej w Przemyślu, naukę przerwał mu wybuch wojny. We wrześniu 1939 ochotniczo walczył w obronie Lwowa. Podczas okupacji pracował dorywczo jako robotnik rolny i drwal. Po zdaniu matury w grudniu 1944 podjął służbę wojskową i w lutym 1945 wstąpił do szkoły oficerskiej w Krakowie, później uczył się w szkole oficerskiej w Inowrocławiu, po ukończeniu której został skierowany do służby w wojskowych organach wymiaru sprawiedliwości. Od 18 marca 1946 asesor Wojskowego Sądu Rejonowego w Krakowie. Od 17 września 1947 p.o. sędziego, od 30 kwietnia 1947 do 1 września 1952 sędzia WSR Kraków.
W 1947 został oddelegowany do Wojskowego Sądu Grupy Operacyjnej Wisła, gdzie w ciągu 4 miesięcy skazał na śmierć 130 członków UPA lub ludzi z nią współpracujących (spośród 173 orzeczonych przez WSGO Wisła kar śmierci – 139 zostało wykonanych). Od 30 czerwca 1947 do 1 października 1952, pełnił funkcję sędziego Wojskowego Sądu Rejonowego w Krakowie. W tym czasie wydał 85 wyroków skazujących na karę śmierci. W 1952 rozpoczął zaoczne studia prawnicze na Uniwersytecie Jagiellońskim, których nie ukończył. W sumie w czasie swej kariery sędziego, wydał co najmniej 216 wyroków skazujących na śmierć. W latach późniejszych pracował jako urzędnik Państwowej Inspekcji Pracy i prezes Handlowej Spółdzielni Inwalidów w Kielcach. 17 grudnia 1946 odznaczony Srebrnym Medalem Zasłużonym na Polu Chwały. Otrzymał też Srebrny Krzyż Zasługi, Medal za Odrę, Nysę, Bałtyk i radziecki Medal za Zwycięstwo nad Niemcami. Zmarł na gruźlicę w Kielcach.